# Carterville (Illinois)
Carterville város az USA Illinois államában, Williamson megyében. Lakosainak száma 5848 fő (2020. április 1.).

## Népesség
A település népességének változása:
| Lakosok száma | 692  | 5496 | 5848 |
|               | 1880 | 2010 | 2020 |